# Paul Kretschmann
Gerhard Hermann Paul Kretschmann (* 5. Mai 1901 in Neustrelitz; † 1. März 1993) war ein deutscher Bibliothekar.

## Wirken
Paul Kretschmann wurde als Sohn des namensgleichen Juristen und Landgerichtsrates Paul Kretschmann und dessen Frau Luise, geb. Tesmer, in der Residenzstadt Neustrelitz geboren und am 8. Juli 1901 in der dortigen Schlosskirche getauft. Wo Kretschmann das Abitur abgelegt hatte, ist nicht bekannt. Er studierte Geschichte, Germanistik und Philosophie an der Universität Berlin und wurde dort 1924 promoviert. Sein Staatsexamen legte er dort 1925 ab.
Als Voluntär an der Deutschen Bücherei in Leipzig trat er in den Dienst als wissenschaftlicher Bibliothekar ein und absolvierte die hierfür notwendige Fachprüfung 1934 und war weiterhin dort tätig, seit 1939 als Bibliotheksrat. Nach Kriegsdienst und Gefangenschaft (1944 bis 1947) war er kurze Zeit als wissenschaftlicher Hilfsarbeiter an der Universitätsbibliothek Rostock tätig (1947), wechselte aber im gleichen Jahr an die Universitätsbibliothek Kiel und war dort bis zum Eintritt in den Ruhestand 1966 als Bibliothekar tätig.

## Schriften
- Der grossdeutsche Gedanke auf der Linken der Frankfurter Nationalversammlung 1848/49. Dissertation Universität Berlin 1924.
- (mit Hans-Egbert Klaeden): Rostock. In: Gedenktage des mitteldeutschen Raumes, Ausgabe 1968. Weidlich, Bonn 1968, S. 104–106.
- Inauguration der Universität Rostock. In: Gedenktage des mitteldeutschen Raumes, Ausgabe 1969. Weidlich, Bonn 1969, S. 118–120.
- Universität Rostock (Mitteldeutsche Hochschulen, Bd. 3). Böhlau, Köln 1969.
- Bruno Claußen. Geb. 26.1.1880 Heide-gest. 25.9.1958 Rostock ; Bibliotheksdirektor. In: Olaf Klose (Hrsg.), Schleswig-Holsteinisches Biographisches Lexikon, Bd. 1. Wachholtz, Neumünster 1970, S. 112f., ISBN 3-529-02641-7.